# Espelo
Espelo est un hameau situé dans la commune néerlandaise de Rijssen-Holten, dans la province d'Overijssel. Le 1er janvier 2008, Espelo comptait 380 habitants.